# Koumaïra
Koumaïra is een gemeente (commune) in de regio Timboektoe in Mali. De gemeente telt 14.400 inwoners (2009).